# (43) Ariadne
(43) Ariadne ist ein Asteroid des inneren Hauptgürtels, der am 15. April 1857 vom englischen Astronomen Norman Robert Pogson am Radcliffe Observatory in Oxford entdeckt wurde.
Der Asteroid wurde benannt nach Ariadne, der Tochter von Minos, dem zweiten König von Kreta, und Pasiphae. Ariadne verliebte sich in Theseus, der im Labyrinth eingesperrt war, um vom Minotauros verschlungen zu werden. Sie half ihm mit einem Faden bei der Flucht und wurde später von ihm geheiratet und verlassen.
Aufgrund ihrer Bahneigenschaften gilt (43) Ariadne als zweitgrößtes Mitglied der Flora-Familie.

## Wissenschaftliche Auswertung
Mit Daten radiometrischer Beobachtungen im Infraroten am Mauna-Kea-Observatorium auf Hawaiʻi im Januar 1974 wurden für (43) Ariadne erstmals Werte für den Durchmesser und die Albedo von 85 km und 0,11 bestimmt. Aus Ergebnissen der IRAS Minor Planet Survey (IMPS) wurden 1992 Angaben zu Durchmesser und Albedo für zahlreiche Asteroiden abgeleitet, darunter auch (43) Ariadne, für die damals Werte von 65,9 km bzw. 0,27 erhalten wurden. Eine Auswertung von Beobachtungen durch das Projekt NEOWISE im nahen Infrarot führte 2011 zu vorläufigen Werten für den Durchmesser und die Albedo im sichtbaren Bereich von 72,1 km bzw. 0,23. Nach neuen Messungen mit NEOWISE wurden die Werte 2014 auf 71,3 km bzw. 0,23 korrigiert. Mit einer Auswertung von 7 Sternbedeckungen durch den Asteroiden konnte in einer Untersuchung von 2020 ein Durchmesser von 61,7 ± 4,4 km bestimmt werden.
Eine spektroskopische Untersuchung von 820 Asteroiden zwischen November 1996 und September 2001 am La-Silla-Observatorium in Chile ergab für (43) Ariadne eine taxonomische Klassifizierung als S-Typ.
Photometrische Beobachtungen von (43) Ariadne fanden erstmals statt am 2. und 4. Mai 1965 an der Southern Station der Sternwarte Leiden in Südafrika. Aus der aufgezeichneten Lichtkurve konnte eine Rotationsperiode von 5,753 h abgeleitet werden. Neue Beobachtungen erfolgten vom 8. August bis 8. Oktober 1972 am Osservatorio Astronomico di Collurania-Teramo in Italien. Bei der Auswertung wurde von den möglichen Ergebnissen eine kürzere Periode von 2,88 h ausgeschlossen und auch gegenüber einer längeren Periode von 11,50 h ein eher wahrscheinlicher Wert von 5,75 h bevorzugt. Auch bei einer weiteren Messung im August 1972 am Observatoire de Haute-Provence in Frankreich konnte aus der gemessenen Lichtkurve eine Rotationsperiode von 5,760 h abgeleitet werden.
Bei einer photometrischen Beobachtung vom 28. August bis 1. September 1982 am Observatorio del Teide auf Teneriffa konnte zwar aus der aufgezeichneten Lichtkurve keine direkte Bestimmung einer Rotationsperiode erfolgen, aber die Kurve passte gut zu dem bereits bekannten Wert. Darüber hinaus wurde erstmals versucht, die Lage der Rotationsachse und die Achsenverhältnisse eines dreiachsig-ellipsoidischen Gestaltmodells zu bestimmen. Auch bei einer Messung am 16. Oktober 1982 am Osservatorio Astrofisico di Catania in Italien, bei Beobachtungen am 28. und 29. Januar 1984 am Observatoire de Haute-Provence in Frankreich sowie am 2. Februar 1984 am Osservatorio Astronomico di Torino passten die registrierten Lichtkurven ebenfalls gut zu einer solchen Periode.

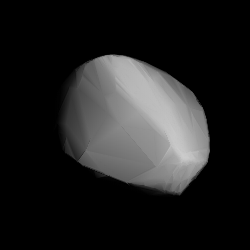
Berechnetes 3D-Modell von (43) Ariadne

Eine Forschergruppe an der University of Arizona und am Planetary Science Institute in Tucson führte in den 1980er Jahren ein Programm zur „Photometrischen Geodäsie“ einer Anzahl von schnell rotierenden Asteroiden des Hauptgürtels durch, darunter auch (43) Ariadne. Bei Beobachtungen am Kitt-Peak-Nationalobservatorium bei fünf Gelegenheiten zwischen Juli 1982 und Mai 1984 konnten mehrere Lichtkurven erfasst werden. Die Auswertung in einer Untersuchung von 1988 errechnete daraus zwei alternative Positionen für die Rotationsachse mit prograder Rotation und einer Periode von 5,7622 h sowie die Achsenverhältnisse eines ellipsoidischen Gestaltmodells. Neue Beobachtungen im Februar 1987, April 1988 und November 1989 lieferten zusätzliche Lichtkurven, so dass in einer finalen Auswertung von 1991 die Lage einer Rotationsachse (die Alternative wurde verworfen), jetzt aber mit retrograder Rotation, bestimmt und die Werte für die Achsenverhältnisse noch verbessert werden konnten. Für die Rotationsperiode wurde jetzt ein Wert von 5,7620 h abgeleitet.
In den 1980er und 1990er Jahren gab es darüber hinaus zahlreiche weitere Untersuchungen, die aus den archivierten Lichtkurven ab 1965 Berechnungen mit unterschiedlichen Methoden zur Bestimmung der Rotationsachse, des Drehsinns, der Rotationsperiode und der Achsenverhältnisse von dreiachsig-ellipsoidischen Gestaltmodellen durchführten. Für die Rotationsachsen wurden dabei jeweils ähnliche Lösungen gefunden, gelegentlich konnte eine Alternative ausgeschlossen werden, der Drehsinn war immer retrograd und die Periode lag bei 5,7619 oder 5,7620 h. Dabei gab es immer wieder auch neue photometrische Beobachtungen, die zu weiteren Lichtkurven ausgewertet wurden, wie am 16. August 1985 am La-Silla-Observatorium, vom 9. Januar bis 6. Februar 1987 am Osservatorio Astronomico di Torino, am 4. Januar 1990 an der Außenstelle Tshuhujiw des Charkiw-Observatoriums in der Ukraine sowie zwischen 5. und 13. Januar 2000 am Lohrmann-Observatorium in Dresden.
Eine Beobachtung am 22. August 1998 mit den Fine Guidance Sensors (FGS) des Hubble-Weltraumteleskops bevorzugte eine der zuvor bestimmten Positionen der Rotationsachse. Die Gestalt des Asteroiden wurde als verlängertes Ellipsoid mit Achsen von 90 × 53 × 53 km, entsprechend einem effektiven Durchmesser von 63 km beschrieben. Es wurden auch Hinweise darauf gefunden, dass der Asteroid ein zweilappiger oder gegabelter, nicht konvexer Körper ist.
Aus 32 im Uppsala Asteroid Photometric Catalogue (UAPC) archivierten Lichtkurven der Beobachtungsjahre 1965 bis 1990 wurde dann in einer Untersuchung von 2002 erstmals ein dreidimensionales Gestaltmodell für den Asteroiden berechnet. Es wurde eine eindeutige Rotationsachse mit retrograder Rotation und eine Periode von 5,76199 h gefunden. Weitere photometrische Messungen erfolgten vom 18. Juli bis 21. August 2008 mit zwei Teleskopen des Calvin College in New Mexico und Michigan, hier wurde eine Rotationsperiode des Asteroiden von 5,7622 h abgeleitet.
Mit dem neuen Algorithmus All-Data Asteroid Modeling (ADAM) wurde 2017 wieder ein Gestaltmodell erstellt, das alle verfügbaren photometrischen, photographischen und sternbedeckungsbasierten Daten in Verbindung mit hochaufgelösten Infrarot-Aufnahmen des Keck-II-Teleskops auf Hawaiʻi vom Juli 2011 reproduziert. Für die Rotationsachse wurde eine eindeutige und verbesserte Position bestimmt und die Rotationsperiode zu 5,76199 h berechnet. Für die Größe wurde ein volumenäquivalenter Durchmesser von 59 ± 4 km abgeleitet. Im Jahr 2021 wurde aus archivierten Daten und photometrischen Messungen von Gaia DR2 erneut eine Rotationsachse mit retrograder Rotation berechnet. Die Rotationsperiode wurde dabei erneut zu 5,76199 h bestimmt.
Zwischen 2012 und 2018 wurden mit der All-Sky Automated Survey for Supernovae (ASAS-SN) auch photometrische Daten von 20.000 Asteroiden aufgezeichnet. Auf mehr als 5000 davon konnte erfolgreich die Methode der konvexen Inversion angewendet werden, darunter auch (43) Ariadne, für die in einer Untersuchung von 2021 ein verbessertes dreidimensionales Gestaltmodell für eine Rotationsachse mit retrograder Rotation und einer Periode von 5,76202 h berechnet wurde. Im Jahr 2023 wurde aus photometrischen Messungen von Gaia DR3 erneut ein dreidimensionales Gestaltmodell des Asteroiden für zwei alternative Rotationsachsen mit retrograder Rotation und einer Periode von 5,76182 h berechnet.
Abschätzungen von Masse und Dichte für den Asteroiden (43) Ariadne aufgrund von gravitativen Beeinflussungen auf Testkörper hatten in einer Untersuchung von 2012 zu keinen als sinnvoll erachteten Ergebnissen geführt.